# Cycas diannanensis
Cycas diannanensis es una especie de cícada del género Cycas, de la familia Cycadaceae, del orden Cycadales.

## Distribución
Cycas diannanensis se distribuye por China (Yunnan). Es un arbusto que crece en el bioma subtropical. 

## Taxonomía
Fue descrita científicamente por Z.T.Guan & G.D.Tao. Fue publicado por primera vez en Sichuan Forest. Surv. Diseño 1995(4): 1 (1995).